# 斯特蘭達
斯特蘭達（挪威語：Stranda）是挪威默勒-魯姆斯達爾郡的一個市镇，行政中心为斯特蘭達村。市镇面积为865.87平方公里，人口数量为4,421人（2023年），人口密度为每平方公里5.2人。